# 7-es vízibusz (Velence)
A velencei 7-es jelzésű vízibusz a San Zaccaria és a Murano között közlekedik. A viszonylatot az ACTV üzemelteti.

## Története
A régi 5-ös vízibusz a kezdetektől Murano megállóit kötötte össze a belvárossal. Eredetileg teljes körjáratként közlekedett, megkerülve a főszigetet Muranóra menet. Mivel ez két irányban lehetséges, ezért a két irányt „Circolare Destra” és „Circolare Sinistra” névvel különböztették meg. Volt egy 5/ jelű betétjárata is, ez csak turistaszezonban közlekedett gyorsjáratként, a két végállomást kötötte össze Muranóval.
1996-ban átszámozták, 52-es lett belőle, amivel az akkoriban megszűnt 2-es járattal való összevonását jelezték, azonban az útvonala csak minimálisan változott. Ugyanekkor útnak indították a 23-as járatot, melynek az útvonala nagyon hasonlított a mai 7-ére.
Később, 1999-től többször megváltozott, és több részre lett osztva, így hasonló útvonalon, de különböző megállókkal közlekedett a 41/42-es, 51/52-es, 71/72-es párban, de a régi 52-esre leginkább a 41/42-es pár hasonlított. Ugyanekkor a 23-as megszűnt.
A mai 7-es direkt turistajáratként közlekedik, teljesen más útvonalon, mint a régi változatai, emellett a régi 5-ös, 52-es járatok utódjaiként ma a 41/42-es és 51/52-es párokat találhatjuk meg.
2011-ben, a téi menetrend bevezetésekor az eredeti 5-ös számról 7-esre számozták át.
A 7-es járat története:
| Időszak     | Járat- szám | Megállók |
| ----------- | ----------- | --- |
| 1978 – 1983 | 5           | Riva degli Schiavoni – Tana – Celestia – Ospedale Civile – Fondamente Nuove – Isola San Michele – Murano (Navagrero) – Murano (Museo) – Murano (Fondamenta Venier) – Murano (Serenella) – Murano (Navagero) – Murano (Faro) – Murano (Colonna) – Isola San Michele – Fondamente Nuove – Madonna dell’Orto – San Alvise – Ponte Tre Archi – Ponte Guglie – Ferrovia – Piazzale Roma – Zattere – Santa Eufemia – Redentore – Ostello – San Giorgio Maggiore – Riva degli Schiavoni |
| 1984 – 1995 | 5           | Riva degli Schiavoni – Tana – Celestia – Ospedale Civile – Fondamente Nuove – Isola San Michele – Murano (Navagrero) – Murano (Museo) – Murano (Fondamenta Venier) – Murano (Serenella) – Murano (Navagero) – Murano (Faro) – Murano (Colonna) – Isola San Michele – Fondamente Nuove – Madonna dell’Orto – San Alvise – Ponte Tre Archi – Ponte Guglie – Ferrovia – Piazzale Roma – Zattere – Santa Eufemia – Redentore – Ostello – San Giorgio Maggiore – Riva degli Schiavoni |
| 1984 – 1995 | 5/          | Riva degli Schiavoni – Sant’Elena – Murano (Navagrero) – Murano (Museo) – Murano (Fondamenta Venier) – Murano (Serenella) – Murano (Navagero) – Murano (Faro) – Murano (Colonna) – Ponte Tre Archi – Ponte Guglie – Ferrovia – Piazzale Roma – Tronchetto A (1991-től) – Tronchetto B (1991-től) |
| 1996 – 1998 | 23          | San Zaccaria (Iolanda) – Tana – Celestia – Ospedale Civile – Fondamente Nuove – Cimitero – Murano (Navagero) – Murano (Faro) – Murano (Colonna) – Cimitero – Fondamente Nove – Ospedale Civile – Celestia – Tana – San Zaccaria (Iolanda) (Csak ebben az irányban) |
| 1996 – 1998 | 52 verde    | Lido (Santa Maria Elisabetta) – Sant’Elena – Giardini Biennale – San Zaccharia (Iolanda) – Zattere – Santa Marta – Piazzale Roma – Ferrovia (Bar Roma) – Ponte di Guglie – Ponte di Tre Archi – San Alvise – Madonna dell’Orto – Fondamente Nove – Cimitero – Murano (Colonna) – Murano (Serenella) – Murano (Fondamenta Vernier) – Murano (Museo) – Murano (Navagero) – Murano (Faro) – Murano (Colonna) – Cimitero – Fondamente Nove – Madonna dell’Orto – San Alvise – Ponte di Tre Archi – Ponte di Guglie – Ferrovia (Bar Roma) – Piazzale Roma – Santa Marta – Zattere – San Zaccaria (Iolanda) – Giardini Biennale – Sant’Elena – Lido (Santa Maria Elisabetta) (Csak ebben az irányban) |
| 1996 – 1998 | 52 viola    | Piazzale Roma (Santa Chiara) – Sacca Fisola – Sant’Eufemia – Zitelle – San Zaccaria (Iolanda) – Tana – Celestia – Ospedale Civile – Fondamente Nove – Cimitero – Murano (Colonna) – Murano (Serenella) – Murano (Fondamenta Vernier) – Murano (Museo) – Murano (Navagero) – Murano (Faro) – Murano (Colonna) – Fondamente Nove – Ospedale Civile – Celstia – Tana – San Zaccaria (Iolanda) – Zitelle – Sant’Eufemia – Sacca Fisola – Piazzale Roma (Santa Chiara) (csak ebben az irányban) |
| 1999 – 2001 | 41          | Murano (Fondamenta Vernier) – Murano (Da Mula) – Murano (Museo) – Murano (Navagero) – Murano (Faro) – Murano (Colonna) – Cimitero – Fondamente Nove – Madonna dell’Orto – San Alvise – Ponte di Tre Archi – Ponte di Guglie – Ferrovia (Bar Roma) – Piazzale Roma – Santa Marta – Sacca Fisola – Santa Eufemia – Redentore – Zitelle – San Zaccaria (Iolanda) – Arsenale – Giardini Biennale – Sant'Elena – San Pietro – Bacini – Celeste – Ospedale – Fondamente Nove – Cimitero – Murano (Colonna) – Murano (Faro) – Murano (Navagero) – Murano (Museo) – Murano (Da Mula) – Murano (Fondamenta Vernier) (Csak ebben az irányban)                                                             |
| 1999 – 2001 | 42          | Murano (Fondamenta Vernier) – Murano (Da Mula) – Murano (Museo) – Murano (Navagero) – Murano (Faro) – Murano (Colonna) – Cimitero – Fondamente Nove – Ospedale – Celeste – Bacini – San Pietro – Sant'Elena – Giardini Biennale – Arsenale – San Zaccaria (Iolanda) – Zitelle – Redentore – Santa Eufemia – Sacca Fisola – Santa Marta – Piazzale Roma – Ferrovia (Bar Roma) – Ponte di Guglie – Ponte di Tre Archi – San Alvise – Madonna dell’Orto – Fondamente Nove – Cimitero – Murano (Colonna) – Murano (Faro) – Murano (Navagero) – Murano (Museo) – Murano (Da Mula) – Murano (Fondamenta Vernier) (Csak ebben az irányban)                                                             |
| 2002 – 2011 | 5           | San Zaccharia (Jolanda) – Murano Navagero – Murano Faro – Murano Colonna – San Zaccharia (Jolanda) (Direkt turista gyorsjárat) |
| 2002 – 2011 | 41          | Murano (Fondamenta Vernier) – Murano (Da Mula) – Murano (Museo) – Murano (Navagero) – Murano (Faro) – Murano (Colonna) – Cimitero – Fondamente Nove – Madonna dell’Orto – San Alvise – Ponte di Tre Archi – Ponte di Guglie – Ferrovia (Bar Roma) – Piazzale Roma – Santa Marta – Sacca Fisola – Santa Eufemia – Redentore – Zitelle – San Zaccaria (Iolanda) – Arsenale – Giardini Biennale – Sant'Elena – San Pietro – Bacini – Celeste – Ospedale – Fondamente Nove – Cimitero – Murano (Colonna) – Murano (Faro) – Murano (Navagero) – Murano (Museo) – Murano (Da Mula) – Murano (Fondamenta Vernier) (Csak ebben az irányban)                                                             |
| 2002 – 2011 | 42          | Murano (Fondamenta Vernier) – Murano (Da Mula) – Murano (Museo) – Murano (Navagero) – Murano (Faro) – Murano (Colonna) – Cimitero – Fondamente Nove – Ospedale – Celeste – Bacini – San Pietro – Sant'Elena – Giardini Biennale – Arsenale – San Zaccaria (Iolanda) – Zitelle – Redentore – Santa Eufemia – Sacca Fisola – Santa Marta – Piazzale Roma – Ferrovia (Bar Roma) – Ponte di Guglie – Ponte di Tre Archi – San Alvise – Madonna dell’Orto – Fondamente Nove – Cimitero – Murano (Colonna) – Murano (Faro) – Murano (Navagero) – Murano (Museo) – Murano (Da Mula) – Murano (Fondamenta Vernier) (Csak ebben az irányban)                                                             |
| 2011 – 2014 | 4.1         | Murano Museo – Murano Da Mula – Murano Venier – Murano Serenella – Murano Colonna – Cimitero – Fondamente Nove – Orto – San Alvise – Crea – Guglie – Ferrovia (Santa Lucia) – Piazzale Roma (Parisi) – Santa Marta – Sacca Fisola – Palanca – Redentore – Zitelle – San Zaccaria (Jolanda) – Arsenale – Giardini – Sant’Elena – Certosa – San Pietro di Castello – Bacini – Celeste – Ospedale – Fondamente Nove – Cimitero – Murano Colonna – Murano Faro – Murano Navagero – Murano Museo (Csak ebben az irányban) |
| 2011 – 2014 | 4.2         | Murano Museo – Murano Navagero – Murano Faro – Murano Colonna – Cimitero – Fondamente Nove – Ospedale – Celeste – Bacini – San Pietro di Castello – Certosa – Sant’Elena – Giardini – Arsenale – San Zaccaria (Jolanda) – Zitelle – Redentore – Palanca – Sacca Fisola – Santa Marta – Piazzale Roma (Scomenzera) – Ferrovia (Bar Roma) – Guglie – Crea – San Alvise – Orto – Fondamente Nove – Cimitero – Murano Colonna – Murano Serenella – Murano Venier – Murano Da Mula – Murano Museo (Csak ebben az irányban) |
| 2011 – 2014 | 7           | San Zaccharia (Jolanda) – Murano Navagero – Murano Faro – Murano Colonna – San Zaccharia (Jolanda) (direkt turista gyorsjárat) |
| 2014 – 2015 | 4.1         | Murano Museo – Murano Da Mula – Murano Venier – Murano Serenella – Murano Colonna – Cimitero – Fondamente Nove – Orto – San Alvise – Crea – Guglie – Ferrovia (Santa Lucia) – Piazzale Roma (Parisi) – Santa Marta – Sacca Fisola – Palanca – Redentore – Zitelle – San Zaccaria (Jolanda) – Arsenale – Giardini – Sant’Elena – Certosa – San Pietro di Castello – Bacini – Celeste – Ospedale – Fondamente Nove – Cimitero – Murano Colonna – Murano Faro – Murano Navagero – Murano Museo (Csak ebben az irányban) |
| 2014 – 2015 | 4.2         | Murano Museo – Murano Navagero – Murano Faro – Murano Colonna – Cimitero – Fondamente Nove – Ospedale – Celeste – Bacini – San Pietro di Castello – Certosa – Sant’Elena – Giardini – Arsenale – San Zaccaria (Jolanda) – Zitelle – Redentore – Palanca – Sacca Fisola – Santa Marta – Piazzale Roma (Scomenzera) – Ferrovia (Bar Roma) – Guglie – Crea – San Alvise – Orto – Fondamente Nove – Cimitero – Murano Colonna – Murano Serenella – Murano Venier – Murano Da Mula – Murano Museo (Csak ebben az irányban) |
| 2014 – 2015 | 7           | San Zaccharia (Jolanda) – Sant'Elena – Murano Navagero – Murano Faro – Murano Colonna – San Zaccharia (Jolanda) (direkt turista gyorsjárat) |
| 2015 – ma   | 4.1         | Fondamente Nove – Cimitero – Murano Colonna – Murano Faro – Murano Navagero – Murano Museo – Murano Da Mula – Murano Venier – Murano Serenella – Murano Colonna – Cimitero – Fondamente Nove – Orto – San Alvise – Crea – Guglie – Ferrovia (Santa Lucia) – Piazzale Roma (Parisi) – Santa Marta – Sacca Fisola – Giudecca-Palanca – Redentore – Zitelle – San Marco - San Zaccaria (Jolanda) – Arsenale – Giardini Biennale – Sant’Elena – Certosa – San Pietro di Castello – Bacini - Arsenale Nord – Celestia – Ospedale – Fondamente Nove (Csak ebben az irányban) |
| 2015 – ma   | 4.2         | Fondamente Nove – Cimitero – Murano Colonna – Murano Serenella – Murano Venier – Murano Da Mula – Murano Museo – Murano Navagero – Murano Faro – Murano Colonna – Cimitero – Fondamente Nove – Ospedale – Celestia – Bacini - Arsenale Nord – San Pietro di Castello – Certosa – Sant’Elena – Giardini Biennale – Arsenale – San Marco - San Zaccaria (Jolanda) – Zitelle – Redentore – Giudecca-Palanca – Sacca Fisola – Santa Marta – Piazzale Roma (San Andrea) – Ferrovia (Bar Roma) – Guglie – Crea – San Alvise – Orto – Fondamente Nove (Csak ebben az irányban) |
| 2015 – ma   | 7           | San Zaccharia (Jolanda) – Murano Navagero – Murano Faro – Murano Colonna – San Zaccharia (Jolanda) (direkt turista gyorsjárat) |

## Megállóhelyei
| sz. | idő (perc) | megállóhely neve                    | átszállási kapcsolatok                                                                                 | látnivalók                                 |
| --- | ---------- | ----------------------------------- | --- | ------------------------------------------ |
| 0   | 0          | San Marco – San Zaccharia (Jolanda) | 1, 2, 4.1, 4.2, 5.1, 5.2, 14, 15, 19, 20, N, Alilaguna B, Brighella, Colombina, Carnevale all’Arsenale | Szent Márk tér, Dózse-palota, San Zaccaria |
| 1   | 25         | Murano Navagero                     | 3, 4.1, 4.2, 18, N-M, Alilaguna V, Colombina                                                           |                                            |
| 2   | 29         | Murano Faro                         | 3, 4.1, 4.2, 12, 13, 18, N-LN, N-M, Colombina                                                          | Faro, Stazione Sperimentale del Vetro      |
| 3   | 33         | Murano Colonna                      | 3, 4.1, 4.2, 18, N-M, Alilaguna B, Alilaguna G, Colombina                                              |                                            |
| 4   | 58         | San Marco – San Zaccharia (Jolanda) | 1, 2, 4.1, 4.2, 5.1, 5.2, 14, 15, 19, 20, N, Alilaguna B, Brighella, Colombina, Carnevale all’Arsenale | Szent Márk tér, Dózse-palota, San Zaccaria |

Megjegyzés: A dőlttel szedett járatszámok időszakos (nyári) járatokat jelölnek.